# وادي الربيع (طرابلس)
وادي الربيع هي منطقة أو حي من أحياء جنوب تاجوراء تقع جنوب شرق العاصمة طرابلس تبعد عن مركز طرابلس حوالي 33 كيلو متر تحدها من الشرق منطقة النشيع ومن الشمال عين زارة ومن الجنوب سيدي السائح ومن الغرب منطقة سوق الأحد التابع لقصر بن غشير وتعرف وادي الربيع بأنها مناطق زراعية حيث توجد الكثير من الأراضي الزراعية ويوجد بها مصنع الدقيق والأعلاف ويوجد بها طريق وادي الربيع الذي يبدأ من كوبري غوط الرمان وينتهي بمنطقة سوق الأحد في قصر بن غشير وكما أنها تحتوي على الواديان الشرقي والغربي لتاجوراء ويقال أنها للعاصمة طرابلس ولكنها في الأصل من مناطق تاجوراء تتبع منطقة وادي الربيع كلا من تاجوراء وقصر بن غشير في طرابلس.

## أحياء وادي الربيع السكنية
- الوادي الشرقي
- العميد
- الجنيِّن تقع مابين النشيع ووادي الربيع
- البوازيد
- غوط الديس
- طريق بير العالم
- اللطفة
- سيدي فطرة
- شارع السلام
- الشيخان
- خلة النور
- النعم
- الرعايبية
- شارع العطاوة
- القيو
- طريق السائح
- المظل
- الأبيار
- حي الزهراء
- شارع المزارع
- الوادي الغربي
- شارع الجوهرة
- النعم
- مثلث الكهرباء